# Elymus gentryi
Elymus gentryi är en gräsart som först beskrevs av Aleksandre Melderis, och fick sitt nu gällande namn av Aleksandre Melderis. Elymus gentryi ingår i släktet elmar, och familjen gräs. Inga underarter finns listade i Catalogue of Life.